# 11407 Madsubramanian
11407 Madsubramanian este o planetă minoră (asteroid), cu un diametru de 3,107 km, din centura de asteroizi. A fost descoperită pe 10 februarie 1999 la Magdalena Ridge Observatory⁠(d) de Lincoln Near-Earth Asteroid Research. 
Obiectul prezintă o orbită caracterizată de o semiaxă mare de 2,1637562 UAi, o excentricitate de 0,18, o înclinație de 4,80691 ° în raport cu ecliptica.